# میلبروک، بدفوردشر
میلبروک (به انگلیسی: Millbrook) یک روستا و محله مدنی در بریتانیا است که در Central Bedfordshire واقع شده‌است. میلبروک ۱۳۰ نفر جمعیت دارد.